# Pintor de Safo

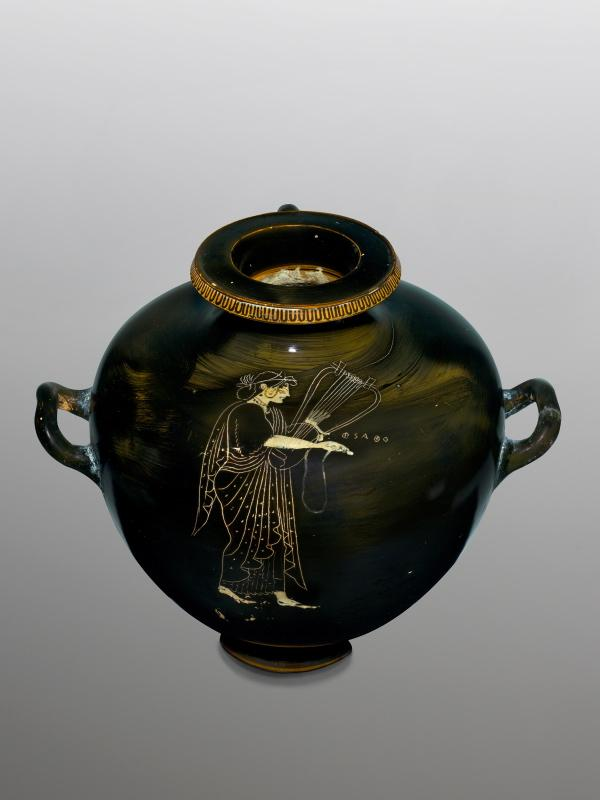
Calpis amb la representació de Safo. Circa 510 ae, al Museu Nacional de Varsòvia

El Pintor de Safo fou un pintor de ceràmica àtica de figures negres actiu al c. 510-490 abans de la nostra era.
El seu calpis representa la poeta Safo, actualment en possessió del Museu Nacional de Varsòvia (Inv. 142333). La mà del Pintor de Safo s'ha identificat en 95 atuells, el 70% de les quals són lècits. El seu treball també s'ha vist en lloses de parets de tombes i epinètrons.(1)
Gairebé la meitat de les seues pintures són fetes amb la tècnica de fons blanc. Sembla que evità la tècnica de figures roges, però a vegades usava la tècnica de Six, en què les figures es col·loquen sobre una superfície negra en blanc o vermell i se n'incideixen els detalls perquè el negre se'n veja a través.(1) Va ser influenciat i possiblement ensenyat pel Pintor d'Edimburg.
Tres quartes parts dels seus atuells tenen la particularitat de dur inscripcions. D'aquestes, dos terços són pseudoinscripcions, amb paraules desconegudes o compostes de lletres falses. Una d'aquestes inscripcions, en un epinètron que se li atribueix, conservat al Museu Arqueològic d'Eleusis, l'interpretà Annie Bélis com una partitura, la qual cosa la convertiria en la notació musical més antiga de l'antiga Grècia.